# NHK德岛放送局
NHK德岛放送局（日语：NHK徳島放送局），又译NHK德岛广播电视台，是日本放送協會位於德岛縣德岛市、負責主管德岛縣當地事務的地方广播电视台（放送局）。

## 频道频率一览

### 电视频道
- NHK综合频道（呼号JOXK-DTV）
- NHK教育频道（呼号JOXB-DTV）

### 广播频率
- NHK第一套广播（呼号JOXK）
- NHK第二套广播（原呼号JOXB，1973年因NHK大阪放送局提高廣播功率而廢止），由NHK大阪放送局提供德島縣沿海地帶服務，內陸則由池田中繼局轉播NHK松山放送局
- NHK调频广播（呼号JOXK-FM）

## 外部連結
- NHK徳島放送局 （页面存档备份，存于）
- NHK德岛放送局的X（前Twitter）